# Acrolophus exigua
Acrolophus exigua är en fjärilsart som beskrevs av Edward Meyrick 1915. Acrolophus exigua ingår i släktet Acrolophus och familjen Acrolophidae. Inga underarter finns listade i Catalogue of Life.